# 大南英明
大南 英明（おおみなみ ひであき、1937年 - 2018年10月9日）は、日本の特殊教育学者・教育者。
満洲国奉天市生まれ。東京学芸大学教育学部初等教育学科卒業。同大学臨時養護学校教員養成課程修了。公立小・中学校教諭、養護学校教諭を経て、東京都教育委員会指導主事。文部省初等中等教育局特殊教育課教科調査官、東京都教育庁指導部心身障害教育指導課長、東京都立青鳥養護学校長を経て、1998年帝京大学文学部教育学科教授。2005-07年帝京大学小学校初代校長。2008年帝京大を定年退任、放送大学客員教授。人権擁護推進審議会委員。全国特別支援教育推進連盟理事長。
青鳥養護学校は大江光が在籍していたため大江健三郎の作品に即した特殊教育に関する著作があるが、大江光在籍中の校長ではない。

## 著書
- 『知的障害教育のむかし今これから』ジアース教育新社 1999
- 『盲,聾,養護学校教育の基本用語辞典 学習指導要領早わかり解説』明治図書出版 2000
- 『大江健三郎の作品と都立青鳥養護学校の教育』ジアース教育新社 2004
- 『中教審答申・特別支援教育のキーワード解説 すべての方に伝える用語の解説版』明治図書出版 2006
- 『特別支援学校学習指導要領の基本用語辞典』明治図書出版 2009
- 『特別支援教育へのチャレンジ』ジアース教育新社 特別支援教育シリーズ 2009
- 『学習指導要領と新しい試み 『生きる力』をはぐくむ実践を中心に』ジアース教育新社 特別支援教育シリーズ 2010
- 『特別支援教育の充実と展望 課題を分析、整理して解決の方策等を検討しながら新しい実践を試みていくために』ジアース教育新社 特別支援教育シリーズ 2011

### 共編著
- 『詳説精神発達遅滞児の進路指導と卒業後指導』小出進共編著 学習研究社 障害児教育指導技術双書 1984
- 『作業学習ハンドブック 身心障害児の働く力を育てる』共編 福村出版 1987
- 『交流活動 文部省実験・研究指定校をたずねて』吉田昌義,能村藤一共編著 大楊社 精神薄弱教育実践事例集 1999
- 『改訂盲学校、聾学校及び養護学校学習指導要領の展開』編著 明治図書出版 2000
- 『教師のための福祉・介護活動の基礎知識 「総合的な学習」の実践に生かす』編著 ぎょうせい 2000
- 『障害児教育論 発達障害児の「生きる力」をはぐくむ教育の進め方』緒方明子共編著 放送大学教育振興会 2002
- 『盲・聾・養護学校改訂指導要録の解説と記入例』編 明治図書出版 2002
- 『障害のある子どものための算数・数学』吉田昌義,石塚謙二共編 東洋館出版社 2004
- 『障害のある子どものための体育 個別の指導計画による健康・体力づくり』吉田昌義共編 東洋館出版社 2004
- 『障害のある子どものための国語 個別の指導計画による聞くこと・話すこと／読むこと・書くこと』吉田昌義,石塚謙二共編 東洋館出版社 2005
- 『障害のある子どものための図画工作・美術 個別の指導計画による表現・鑑賞』編 東洋館出版社 2005
- 『中教審答申・特別支援教育の解説』編 明治図書出版 2006
- 『特別支援教育の校内支援体制づくり』編 明治図書出版 学校改革選書 2006
- 『発達障害教育論』緒方明子共著 放送大学教育振興会 2006
- 『くらしに役立つ国語』編集代表 東洋館出版社 2007
- 『くらしに役立つ社会』編集代表 東洋館出版社 2007
- 『くらしに役立つ数学』編集代表 東洋館出版社 2007
- 『自閉症教育新時代実践の手引』編 明治図書出版 2007
- 『特別支援教育基礎論』緒方明子,吉田昌義共編著 放送大学教育振興会 2007
- 『特別支援教育総論』宮崎英憲,木舩憲幸共編著 放送大学教育振興会 2007
- 『特別支援教育の展開』全3巻 編 明治図書出版 2007
- 『小／中学校新学習指導要領の展開 特別支援教育編』編著 明治図書出版 2009
- 『特別支援学校新学習指導要領の展開』編著 明治図書出版 2009
- 『小学校・特別支援が必要な子の学習指導ガイド 2 通常の学級での個別指導の工夫』砥抦敬三共編 明治図書出版 2010
- 『小学校・特別支援が必要な子の学習指導ガイド 3 個別の指導計画の作成と活用』河村久共編 明治図書出版 2010
- 『小学校・特別支援が必要な子の学習指導ガイド 1 特別支援学級・通級指導教室の授業案』編 明治図書出版 2010
- 『特別支援学級・通級指導教室の魅力ある実践』編 教育出版 特別支援教育ライブラリー 2010
- 『特別支援学校新教育課程編成の手引』編 明治図書出版 2010
- 『特別支援学校新指導要録の解説と記入例』編 明治図書出版 2011
- 『一人一人の教育的ニーズに応じた特色ある実践 知的障害』石塚謙二共編 教育出版 特別支援教育ライブラリー 2011

## 論文
- Cinii